# 鈴木雄介
鈴木 雄介（すずき ゆうすけ、1988年1月2日 - ）は、日本の陸上競技選手。専門は競歩。2012年ロンドンオリンピック日本代表、20Km競歩において2011年世界陸上大邱大会8位入賞、2014年仁川アジア競技大会銀メダル獲得。50km競歩において世界陸上ドーハ大会優勝などの実績を持つ。
2025年2月に山西利和が更新するまで、男子20km競歩の世界記録保持者であった。

## 経歴
石川県能美郡辰口町（現能美市）出身。辰口町立辰口中学校時代から陸上競技を本格的に始め、競歩選手としてスタートした。中学校時代には3000m競歩で12分42秒34、5000m競歩では21分48秒49の中学最高記録をそれぞれマークした。
石川県立小松高等学校に進むとジュニア世代の国際大会に日本代表として出場するようになり、2004年のアジアジュニア陸上競技選手権大会、2005年の世界ユース陸上競技選手権大会にそれぞれ10000m競歩で出場し、全国高等学校総合体育大会でも優勝した。
2006年に順天堂大学へ進学、同年の世界ジュニア選手権では、10000m競歩で3位となり銅メダルを獲得した。
2009年、世界陸上ベルリン大会20Km競歩に同大会初出場を果たしたが、42位だった。
2010年に大学を卒業し、富士通に入社。同年の広州アジア競技大会では5位入賞に留まり、メダル獲得はならなかった。
2011年、世界陸上大邱大会20km競歩に出場、15kmまで先頭を走る積極的なレースを進めて、終盤失速したものの1時間21分台で8位入賞を果たす。日本陸上競技連盟の選考基準を満たしたことにより、翌2012年ロンドンオリンピック日本代表選手に内定。が、「金メダルを狙う」と宣言したロンドンオリンピック本番では36位に終わり、五輪入賞も遠く及ばなかった。
2013年2月17日、兵庫県東灘区で開催された第96回日本選手権20km競歩で1時間19分02秒を記録して2年ぶり2度目の優勝を飾り、柳澤哲が保持していた同種目の日本記録を13年ぶりに更新した。だが、世界陸上モスクワ大会は12位に留まり、2大会連続の入賞は成らなかった。
2014年仁川アジア競技大会では1時間20分台の記録で2位入賞を果たし、銀メダルを獲得。
2015年3月15日、全日本競歩能美大会で1時間16分36秒の世界新記録を樹立して優勝した。これは日本の男子選手が50年ぶりに打ち立てた陸上競技の世界新記録であった。同年、「中日体育賞」を受賞。
しかし、優勝が期待された2015年8月の世界陸上北京大会は、本番前から恥骨炎の影響と、及びレース中痛み止めの副作用による胃炎の悪化により、結局11Km付近で途中棄権に終わった。
2016年3月16日、リオデジャネイロ五輪の最終代表選考会の全日本競歩能美大会（20日・石川県能美市）を欠場すると発表した。股関節痛が完治せず、十分な練習ができなかったため。メダルの有力候補だった、鈴木のリオ五輪日本代表選出は消滅した。
2017年8月開催の世界陸上ロンドン大会にも、故障が未だ回復しないとの理由で、全日本競歩能美大会を欠場、5大会連続の世界陸上日本代表入りはならなかった。それ以降も治療・リハビリに専念し、2年9ヶ月にわたって公式試合への出場がなかった。
2018年2月9日に所属先の富士通より、鈴木が日本陸上競技連盟の強化費約30万円を不正申請した事が判明、2017年10月1日～2018年3月31日までの6か月間登録会員資格停止処分を受けた事を発表した。
鈴木は、2015年の男子20Km競歩世界記録達成及び同年世界陸上北京大会日本代表選手の実績で、翌2016年度に強化選手として最高のゴールド指定により、年間1000万円迄費用を受取る事が可能だった。だが、2016年10月～2017年3月の約半年間、東京都内の治療院に150回通院の交通費申請を、実際は都内から通っていたが、偽って千葉市内の選手寮からと報告。更に通院していない8回分の治療費も請求していた。
強化費は実費を申請し支払われる形式だが、陸連の申請内容確認作業中に不正が発覚、鈴木は申請全体を取り下げた。鈴木は富士通を通じ「今後は競技者・社会人として、あるべき姿を考え行動する所存」とコメント。
2018年5月に試合へ復帰。
2019年3月の全日本競歩能美大会では4位に終わり、20キロでの世界陸上出場が消滅。しかし、距離を50キロに変えて挑んだ4月の日本選手権にて、日本記録となる3時間39分7秒で優勝。世界陸上ドーハ大会の日本代表に選出された。同年9月28日の世界陸上ドーハ大会男子50km競歩ではスタートからほぼ単独首位を守り通して4時間04分20秒で優勝、オリンピック・世界選手権を通して日本競歩史上初となる金メダルを獲得すると同時に、2020年東京オリンピック競歩日本代表選手に内定した。
2020年8月20日、入籍した。
2021年6月22日、コンディション不良のため東京オリンピック代表を辞退することを発表した。 
2024年7月23日、所属している富士通陸上部が同月限りで現役引退すると発表した。 
（本人は、「お世話になった陸上界や競歩界へ自分の経験を還元したい。次の道に進む。」とコメント。今後は、サトウ食品新潟アルビレックスランニングクラブに所属しつつ、新潟食料農業大でコーチを務めるとしている。）

## 自己記録
- 5000m競歩 18分37秒22
- 10000m競歩 38分10秒23
- 20km競歩　1時間16分36秒
- 50km競歩　3時間39分07秒

## 戦歴
- 2006年・第11回世界ジュニア陸上競技選手権大会（北京／ 中国）：10000m競歩 3位・43分45秒62
- 2009年・第12回世界陸上競技選手権大会（ベルリン／ 西ドイツ）：20Km競歩 42位・1時間30分21秒
- 2010年・第16回アジア競技大会（広州／ 中国）：20km競歩 5位入賞・1時間25分50秒
- 2011年・第13回世界陸上競技選手権大会（大邱／ 韓国）20km競歩 8位入賞・1時間21分39秒
- 2012年・第30回オリンピック競技大会 （ロンドン／ イギリス）：20km競歩 36位・1時間23分53秒
- 2013年・第14回世界陸上競技選手権大会（モスクワ／ ロシア）20km競歩 12位・1時間23分20秒
- 2014年・第17回アジア競技大会（仁川／ 韓国）：20km競歩 2位（銀メダル獲得）・1時間20分44秒
- 2015年・全日本競歩能美大会（石川県能美市／ 日本）:20Km競歩 優勝・1時間16分36秒（男子20Km競歩・世界新記録）
- 2015年・第15回世界陸上競技選手権大会（北京／ 中国）20km競歩 途中棄権（11Km付近）
- 2019年・第17回世界陸上競技選手権大会（ドーハ／ カタール）50km競歩 1位（金メダル獲得）・4時間04分20秒